# Banca centrale dell'Honduras
La Banca centrale dell'Honduras (in spagnolo: Banco central de Honduras), è la banca centrale di Honduras. La sua funzione principale è quella di regolare il sistema bancario del Paese.

## Storia
La banca iniziò le sue attività il 1° luglio 1950, in conformità con la legislazione nazionale. La sua creazione permise per la prima volta di unificare i diversi mezzi di pagamento esistenti all'epoca sotto l'egida dello Stato honduregno e di nazionalizzare e centralizzare l'autorità monetaria e creditizia del Paese.
La legge istitutiva della banca fu promulgata il 3 febbraio di quell'anno ed entrò in vigore cinque mesi dopo, consentendo al suo proprietario, l'avvocato Roberto Ramírez, di regolarizzarne le regole operative e adattarle alle mutevoli circostanze. Sebbene la lempira fosse già moneta legale prima della creazione della banca, fu solo da quella data che la valuta passò sotto il controllo e la supervisione dello Stato.

### Elenco dei presidenti
| Rango | Nome                    | Mandato       | Rango | Nome                  | Mandato       |
| ----- | ----------------------- | ------------- | ----- | --------------------- | ------------- |
| 1     | Roberto Ramírez Ordóñez | (1950 - 1971) | 11    | Gabriela Núñez        | (2006 - 2008) |
| 2     | Alberto Galeano         | (1971 - 1975) | 12    | Edwin Araque Bonill   | (2008 - 2009) |
| 3     | Guillermo Bueso         | (1975 - 1979) | 13    | Sandra Midence        | (2009 - 2010) |
| 4     | Práxedes Martínez Silva | (1979 - 1982) | 14    | Maria Elena Mondragón | (2010 - 2014) |
| 5     | Gonzalo Carías          | (1982 - 1990) | 15    | Marlon Tábora Muñoz   | (2014 - 2015) |
| 6     | Ricardo Maduro          | (1990 - 1994) | 16    | Manuel Jesús Bautista | (2016 - 2018) |
| 7     | Hugo Noé Pino           | (1994 - 1998) | 17    | Wilfredo Cerrato      | (2018 - 2022) |
| 8     | Emin Barjum Mahomar     | (1998 - 1999) | 18    | Rebeca Santos         | (dal 2022)    |
| 9     | Victoria Asfura de Díaz | (1999 - 2002) |       |                       |               |
| 10    | Maria Elena Mondragón   | (2002 - 2006) |       |                       |               |